# Fichi d'India (comici)

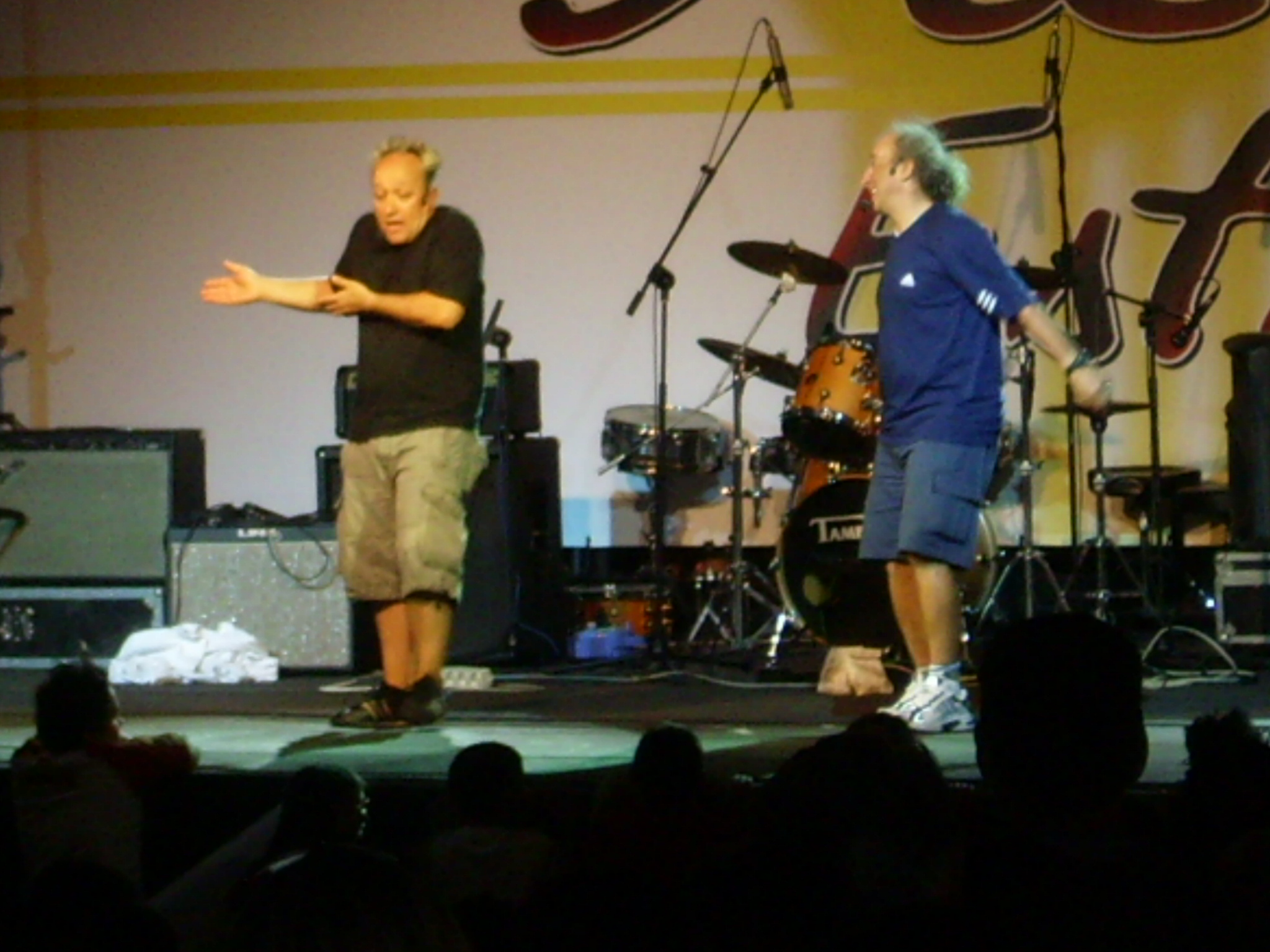
I Fichi d'India durante la notte bianca di Acqui Terme del 21 giugno 2008: a sinistra Massimiliano Cavallari, a destra Bruno Arena

I Fichi d'India sono stati un duo comico attivo dal 1988 al 2013, composto da Bruno Arena (1957-2022) e Max Cavallari (1963), attori e cabarettisti italiani.

## Storia
Nati artisticamente nel 1989 sulle spiagge di Palinuro in provincia di Salerno, tra i fichi d'India, da cui lo spunto per il loro nome, quindi nello stesso anno esordiscono per gioco al Fuori Pasto, locale di cabaret varesino, e nel corso degli anni hanno partecipato a diverse trasmissioni sia radiofoniche che televisive su emittenti quali Italia 1, Canale 5, Italia 7, Radio Deejay, R101. Hanno partecipato anche a tournée teatrali e film, tra questi molti grandi successi di botteghino come Natale sul Nilo, Natale in India, Matrimonio alle Bahamas con Massimo Boldi e Christian De Sica, inoltre hanno partecipato al film Pinocchio di Roberto Benigni, nei ruoli del Gatto e della Volpe. Nel 2006 hanno partecipato al Game Show Distraction condotto da Teo Mammucari, dove Max Cavallari si trova ad affrontare Rikishi e Black Pearl.
Sono fra i proprietari dell'Arlecchino, storico locale di Vedano Olona, in cui si sono formati molti cabarettisti varesotti e milanesi. Il 17 gennaio 2013, mentre registra una puntata di Zelig con Max Cavallari, Bruno Arena ha una improvvisa emorragia cerebrale, dovuta alla rottura di un aneurisma. Portato d'urgenza in ospedale, viene sottoposto a diversi interventi neurochirurgici. Per le gravi conseguenze di cui Arena soffre dopo l'episodio, il duo comico interrompe la propria attività, e Max Cavallari inizia ad esibirsi da solo. A settembre 2017 fu annunciato il progetto di un film per i Fichi d'India, dal titolo Non spegnere la Luna; la produzione del film fu però sospesa qualche mese più tardi. Il 27 settembre 2022 dopo aver trascorso 9 anni di inattività per via della malattia, muore Bruno Arena.

## Personaggi
- Ahrarara sciopping
- Pescivendolo e signora
- Neri per Caso
- Shrek e Fiona
- Fermaaaa a Lambrate/Colorado? (Annalisa e l'autista)
- il Gatto e la Volpe
- Calciatori del Crotone
- Cappuccetto Rosso e Lupo Cattivo
- Le mamme
- Surgelati Brrr
- I figli di Rossella Brescia
- I ficosauri
- il Dottor Crisafulli e il casellante coi tic
- Donne delle pulizie
- Miss Italia
- Miss Padania
- Le professoresse
- Manny e Sid
- Benedetta Parodi e il cameraman -le uova-
- Bruno Borg e Max Nadal
- Operai Salerno-Reggio Calabria
- Il dottore delle fiabe (e vari personaggi delle favole)
- La bella addormentata e il principe azzurro... vent'anni dopo
- I puffi Brontolone e Quattrocchi
- Tessa Gelisio e il cameraman -due uova-
- Candidati del Partito dei Fichi

## Filmografia
- Amici Ahrarara, regia di Franco Amurri (2001)
- Merry Christmas, regia di Neri Parenti (2001)
- Pinocchio, regia di Roberto Benigni (2002)
- Natale sul Nilo, regia di Neri Parenti (2002)
- Natale in India, regia di Neri Parenti (2003)
- Le barzellette, regia di Carlo Vanzina (2004)
- Matrimonio alle Bahamas, regia di Claudio Risi (2007)
- La fidanzata di papà, regia di Enrico Oldoini (2008)

## Televisione
- 1994 - Yogurt - Fermenti attivi
- 1996 - Seven Show
- 1998 - Zelig - Facciamo Cabaret
- 1999 - Zelig - Facciamo Cabaret
- 1999 - Aldo, Giovanni & Giacomo Show
- 2000 - DopoFestival - Sanremo Notte
- 2004-2006 - Buona Domenica
- 2004 - Scherzi a parte
- 2005 - Topo Gigio Show
- 2006 - Distraction
- 2006 - Zelig Circus
- 2007 - Colorado Revolution
- 2007 - I Fuoriclasse
- 2008 - Colorado
- 2009 - Colorado
- 2009 - Lo show dei record
- 2009 - Fico+Fico Show
- 2009 - Fico+Fico Christmas Show
- 2010 - Colorado
- 2010 - Fratelli Benvenuti
- 2011 - Palco Doppiopalco e Contropalcotto
- 2011 - Colorado
- 2011 - Magicland
- 2012 - Colorado
- 2013 - Zelig Circus

## Radio
- 1994 - 1998 Tutti per l'una - Radio Deejay

## Teatro
- 1999 - 1, 2, 3, stella
- 2003 - C'era una volta...
- 2011 - Spara sui Fichi d'India

## Libri
- Amici Ahrarara, Milano, Baldini&Castoldi s.r.l., 1999. ISBN 88-8089-767-5.
- Amici Ahrarara, Milano, Mondadori - I Miti, 2001. ISBN 88-04-49204-X.
- Amici Ahrarara, Milano, Dalai Editore - I Nani, 2002. ISBN 88-8089-985-6.